# Phygadeuon connectens
Phygadeuon connectens là một loài tò vò trong họ Ichneumonidae.